# Nattis
Nattis (av "dagis", i sin tur slanguttryck för "daghem") är ett vardagsuttryck för barnomsorg öppen på kvällar, nätter, tidiga morgnar och helger. Den riktar sig till barn vars vårdnadshavare arbetar så kallad obekväm arbetstid då dagöppna förskolor och fritidshem har stängt. Många nattis delar lokaler med dagöppna förskolor. Det finns också familjedaghem som tar emot barnen nattetid.
När nattis öppnar om vardagskvällarna kommer barn hemifrån, från fritis eller dagöppna förskolor. På nattis kan barnen bland annat erbjudas middag, TV-tittande och nattsömn. När nattis stänger om vardagsmorgnarna går barnen till skolan, dagöppna förskolor eller hämtas hem. På nattis är det vanligt att barn lämnas och hämtas olika tider, vilket innebär att alla inskrivna barn sällan eller aldrig närvarar samtidigt.
Nattis är till skillnad från dagöppen förskola inte lagstadgad i Sverige, och därför inget som kommunen måste erbjuda. I den skollag som började gälla efter årsskiftet till 2011 står att kommunerna ska "sträva efter" att erbjuda nattis, vilket enligt dåvarande barnomsorgsminister Nyamko Sabuni innebär att ingen kommun kan säga nej utan att handlägga ärendet och ta hänsyn till behoven som finns.

## Statistik
År 2003 erbjöds nattbarnomsorg i 150 (drygt hälften) av Sveriges kommuner. Av de 140 kommuner som inte anordnade nattbarnomsorg angav 104 att det inte fanns någon efterfrågan. Resterande 36 uppgav andra skäl, oftast att kommunen fattat ett politiskt beslut att inte erbjuda nattomsorg.
Åren 2005–2010 ökade antalet barn inskrivna vid nattis med nästan 500 i Sverige. Under samma period minskade antalet kommuner som erbjöd det. 2010 saknade sex av tio svenska kommuner barnomsorg på obekväm arbetstid. 2016 var det tre av tio kommuner som inte kunde erbjuda nattis.